# Museo nazionale della Malaysia
Il Museo nazionale della Malaysia è un museo situato a Kuala Lumpur, la capitale della Malaysia; è dedicato all'arte, alla cultura e alla storia dello stato asiatico. È situato su Jalan Damansara vicino ai Perdana Botanical Gardens di fronte alla Stazione centrale. La sua facciata comprende elementi sia tradizionali malesi che moderni. Fu inaugurato il 31 agosto 1963, e funge da archivio del patrimonio culturale e storico della Malesia.

## Storia
Il museo sorge nel luogo in cui in passato vi era il Museo del Selangor, un edificio vittoriano costruito nel 1907 che venne totalmente distrutto nel 1945 durante un'esplosione che avrebbe dovuto interessare solo la vicina stazione di smistamento. La città di Kuala Lumpur non ebbe un museo sino al 1952, quando venne eretto un piccolo edificio destinato a ospitare l'allora museo nazionale, distrutto poi nel 1959.
L'odierno museo venne inaugurato nel 1963 e venne arricchito con reperti archeologici, etnologici e naturalistici.

## Descrizione
Il museo nazionale è una struttura a tre piani, lunga 109,7 m} e larga 15,1 m, ed è alta 37,6m nel punto centrale. All'interno vi sono quattro gallerie principali: al primo piano si accede alla galleria culturale e alla sala per mostre temporanee, mentre al secondo piano si trovano la galleria di scienze naturali e la galleria delle armi, delle ceramiche e degli strumenti musicali.
Al museo si accede attraverso una riproduzione del settecentesco Malim gate di Kota Kuala Kedah, l'unico forte malay in mattoni tutt'oggi esistente nella nazione. L'ingresso porta in un cortile dove sono esposti antichi mezzi di trasporto come carri con buoi, risciò e motori di due treni a vapore che vennero impiegati sino agli anni sessanta del Novecento.
La galleria culturale espone la varietà di influenze che hanno contribuito a formare l'odierno Stato della Malaysia. Sono descritti usi cerimoniali nei matrimoni e sono esposti diversi tipi di calzature e giocattoli malesi. Viene anche descritto il Wayang Kulit, il tradizionale teatro delle ombre, e sono esposti importanti abiti cerimoniali come quello per la danza del leone, una cerimonia cinese e tibetana importata anche in Malaysia.
Tra le armi tradizionali esposte vi è il kriss, probabilmente importato dal sud est asiatico insulare, e altre armi provenienti dagli Stati insulari del Sabah e del Sarawak. Dietro alla galleria delle armi si trova quella musicale, dove sono esposti oggetti provenienti dall'India, dall'Indonesia e dalla Thailandia, oltre che a quelli locali come il gendang e il tawak, un grande gong usato nel teatro delle marionette. In questa sala sono esposti anche diversi diorami delle danze di corte malesi, in particolare quelle in cui i danzatori imitano le movenze del pollo e della capra.
La sala delle ceramiche mostra artefatti del Sarawak e una collezione di oggetti nonya, cioè stoviglie dei cinesi dello Stretto. La galleria di scienze naturali espone diorami e teche dedicate a pipistrelli, scoiattoli volanti e lemuri volanti. L'attrazione principale di quest'area museale è la riproduzione in vetroresina del coccodrillo Puchong morto nel 1997 a Malacca, che pesava circa 125 kg. Nel balcone fuori dalla galleria di scienze naturali si trovano delle teche di esemplari estinti.
Il museo è anche un importante istituto di ricerca e si occupa di studiare i costumi e i tessuti delle sue collezioni, nonché di organizzare spedizioni nello Stato del Sarawak per lavorare sulle piante medicinali presenti nelle foreste tropicali.